# Unterseeboot 47 (1938)
Pour les articles homonymes, voir Unterseeboot 47.
L'Unterseeboot 47 ou U-47 est un sous-marin allemand (U boot) de type VII.B construit pour la Kriegsmarine pendant la Seconde Guerre mondiale.
Il est notamment célèbre pour être parvenu à couler le cuirassé HMS Royal Oak dans la base britannique de Scapa Flow.
Ce sous-marin a obtenu le 10e meilleur palmarès de tous les U-Boote de la Seconde Guerre mondiale avec un total de 191 919 tonneaux de navires civils et militaires coulés (31 navires).

## Construction
Le U-47 est issu du programme 1937-1938 pour une nouvelle classe de sous-marins océaniques. Il est de type VII B construits entre 1936 et 1940. Construit dans les chantiers de Friedrich Krupp Germaniawerft AG à Kiel, la quille du U-47 est posée le 27 février 1937 et il est lancé le 29 octobre 1938. Le U-47 entre en service seulement deux mois plus tard.

## Historique
Mis en service le 17 décembre 1938, l'U-47 a servi comme sous-marin d'active pour les équipages de 1938 à 1939 au sein de la Unterseebootsflottille "Wegener".
Il réalise sa première patrouille, quittant le port de Kiel, le 19 août 1939, sous les ordres du Kapitänleutnant Günther Prien pour naviguer dans le golfe de Gascogne en contournant les îles anglaises par le nord en passant par la mer du Nord. Après 28 jours en mer, il rejoint Kiel le 15 septembre 1939.

### Exploit du U-47
L'amiral Dönitz, souhaitant démontrer l'utilité de ses sous-marins auprès de l'état major allemand, étudia l'idée d'introduire un sous-marin allemand dans la rade de Scapa Flow en Écosse, sanctuaire de la flotte britannique. Il confia ainsi cette mission risquée au Kapitänleutnant Günther Prien qui appareilla le 8 octobre 1939 pour sa deuxième patrouille.

Infiltration de l'U-47 à Scapa Flow.

Cinq jours plus tard, U-47 s'engagea en pleine nuit dans le chenal nord de Scapa Flow, mais le commandant fut surpris de n'y trouver que deux navires (la flotte manœuvrait en mer du Nord) : le transport d'hydravions Pegasus et le cuirassé HMS Royal Oak (que Prien prit pour le HMS Repulse). U-47 lança alors quatre torpilles sur le HMS Royal Oak sans qu'aucune n'atteigne le navire. Prien organisa alors une manœuvre de retournement pour utiliser (sans succès) le tube lance-torpilles arrière le temps du rechargement des tubes avant. Une nouvelle salve de quatre torpilles fut lancée et trois d'entre elles touchèrent le HMS Royal Oak qui sombra en quelques minutes (en entraînant 833 membres de son équipage). U-47 tenait son exploit et regagna très vite la haute mer poursuivi par des destroyers britanniques.
Le succès du U-47 fut repris par la propagande nazie attribuant à son commandant, Günther Prien, en plus de la Croix de fer 1re et 2e Classe, et la Croix de chevalier de la Croix de fer avec feuilles de chêne, une très grande notoriété.

### Patrouilles suivantes
Au cours de ses dix patrouilles, l'Unterseeboot 47 a coulé 30 navires marchands ennemis pour un total de 162 769 tonneaux et un navire de guerre de 29 150 tonnes et a endommagé huit navires marchands pour un total de 62 751 tonneaux au cours des dix patrouilles pour un total de 238 jours en mer.
Au cours de sa dixième patrouille, ayant quitté la base sous-marine de Lorient le 20 février 1941, l'U-47 est porté disparu le 7 mars 1941, soit après 16 jours en mer. Il est présumé avoir été coulé par le destroyer britannique HMS Wolverine à l'ouest de l'Irlande à la position géographique approximative de 60° 00′ N, 19° 00′ O, lorsque le sous-marin a été attaqué par le HMS Wolverine et HMS Verity. Les navires britanniques se sont relayés pour couvrir les angles morts de leur sonar ASDIC en larguant des charges de profondeur jusqu'à ce que l'U-47 se rapproche de la surface avant de sombrer, en explosant avec un éclair orange visible de la surface. Il est également possible que cette attaque ait visé l'Unterseeboot U-A, un des U-Boote étrangers réquisitionné par la Kriegsmarine [Quoi ?]. À ce jour, il n'existe aucune explication sûre de la disparition de l'U-47 et de ses 45 membres d'équipage, bien que de nombreuses possibilités existent, y compris des mines, une défaillance mécanique, l'explosion de ses propres torpilles, ou encore, une attaque non confirmée des corvettes HMS Camellia et HMS Arbutus.

## Affectations
- Unterseebootsflottille "Wegener" du 17 décembre 1938 au 31 août 1939 à Kiel (service active)
- 7. Unterseebootsflottille du 1er septembre au 31 décembre 1939 à Kiel (service active)
- 7. Unterseebootsflottille du 1er janvier 1940 au 7 mars 1941 à Saint-Nazaire (service active)

## Commandements
- Korvettenkapitän Günther Prien du 17 décembre 1938 au 7 mars 1941

## Patrouilles
|       | Commandant           | Départ           | Départ        | Arrivée           | Arrivée       | Jours     | Succès    |
| ----- | -------------------- | ---------------- | ------------- | ----------------- | ------------- | --------- | --------- |
| 1     | Kptlt. Günther Prien | 19 août 1939     | Kiel          | 15 septembre 1939 | Kiel          | 28 jours  | 8 270     |
| 2     | Kptlt. Günther Prien | 8 octobre 1939   | Kiel          | 17 octobre 1939   | Wilhelmshaven | 10 jours  | 29 150    |
|       | Kptlt. Günther Prien | 20 octobre 1939  | Wilhelmshaven | 24 octobre 1939   | Kiel          | 2 jours   |           |
| 3     | Kptlt. Günther Prien | 16 novembre 1939 | Kiel          | 18 décembre 1939  | Kiel          | 33 jours  | 23 168    |
|       | Kptlt. Günther Prien | 29 février 1940  | Kiel          | 5 mars 1940       | Wilhelmshaven | 6 jours   |           |
| 4     | Kptlt. Günther Prien | 11 mars 1940     | Wilhelmshaven | 29 mars 1940      | Wilhelmshaven | 19 jours  | 1 146     |
| 5     | Kptlt. Günther Prien | 3 avril 1940     | Wilhelmshaven | 26 avril 1940     | Kiel          | 24 jours  |           |
| 6     | Kptlt. Günther Prien | 3 juin 1940      | Kiel          | 6 juillet 1940    | Kiel          | 34 jours  | 51 189    |
| 7     | Kptlt. Günther Prien | 27 août 1940     | Kiel          | 25 septembre 1940 | Lorient       | 30 jours  | 40 163    |
| 8     | Kptlt. Günther Prien | 14 octobre 1940  | Lorient       | 23 octobre 1940   | Lorient       | 10 jours  | 35 142    |
| 9     | Kptlt. Günther Prien | 3 novembre 1940  | Lorient       | 6 décembre 1940   | Lorient       | 34 jours  | 21 388    |
| 10    | Kptlt. Günther Prien | 20 février 1941  | Lorient       | 7 mars 1941       | Coulé         | 16 jours  | 45 054    |
| Total | Total                | Total            | Total         | Total             | Total         | 238 jours | 254 670 t |

Note : Kptlt. = Kapitänleutnant

### Opérations Wolfpack
L'U-47 a opéré avec les Wolfpacks (meute de loups) durant sa carrière opérationnelle:
1. Prien (12 juin 1940 - 17 juin 1940)

## Navires coulés
L'Unterseeboot 47 a coulé 30 navires marchands ennemis pour un total de 162 769 tonneaux et un navire de guerre de 29 150 tonnes et a endommagé huit navires marchands pour un total de 62 751 tonneaux au cours des dix patrouilles (238 jours en mer) qu'il effectua.
| Navires coulés par le U-47 |                                |             |          |
| Date                       | Navire                         | Pavillon    | Tonnage  |
| 5 septembre 1939           | SS Bosnia                      | Belgique    | 2 407 t  |
| 6 septembre 1939           | SS Rio Claro                   | Royaume-Uni | 4 086 t  |
| 7 septembre 1939           | SS Gartavon                    | Royaume-Uni | 1 777 t  |
| 14 octobre 1939            | HMS Royal Oak                  | Royaume-Uni | 29 150 t |
| 5 décembre 1939            | SS Novasota                    | Royaume-Uni | 8 795 t  |
| 6 décembre 1939            | MV Britta                      | Norvège     | 6 214 t  |
| 7 décembre 1939            | MV Tajandoen                   | Pays-Bas    | 8 159 t  |
| 25 mars 1940               | SS Britta                      | Danemark    | 1 146 t  |
| 14 juin 1940               | SS Balmoralwood (convoi HX 47) | Royaume-Uni | 5 834 t  |
| 21 juin 1940               | SS San Fernando                | Royaume-Uni | 13 056 t |
| 27 juin 1940               | SS Cathrine                    | Panama      | 1 885 t  |
| 27 juin 1940               | SS Lenda                       | Norvège     | 4 005 t  |
| 27 juin 1940               | SS Leticia                     | Pays-Bas    | 2 580 t  |
| 29 juin 1940               | SS Empire Toucan               | Royaume-Uni | 4 421 t  |
| 30 juin 1940               | SS Georgios Kyriakides         | Grèce       | 4 201 t  |
| 2 juillet 1940             | SS Arandora Star               | Royaume-Uni | 15 501 t |
| 2 septembre 1940           | SS Ville de Mons               | Belgique    | 7 463 t  |
| 4 septembre 1940           | SS Titan                       | Royaume-Uni | 9 035 t  |
| 7 septembre 1940           | SS Neptunian                   | Royaume-Uni | 5 155 t  |
| 7 septembre 1940           | SS Jose de Larrinaga           | Royaume-Uni | 5 303 t  |
| 7 septembre 1940           | SS Gro                         | Norvège     | 4 211 t  |
| 9 septembre 1940           | SS Possidon                    | Grèce       | 3 840 t  |
| 19 octobre 1940            | SS Bilderdijk                  | Pays-Bas    | 6 856 t  |
| 19 octobre 1940            | SS Wandby                      | Royaume-Uni | 4 997 t  |
| 20 octobre 1940            | SS La Estancia                 | Royaume-Uni | 5 185 t  |
| 20 octobre 1940            | SS Whitford Point              | Royaume-Uni | 5 026 t  |
| 2 décembre 1940            | SS Ville d'Arlon               | Belgique    | 7 555 t  |
| 26 février 1941            | SS Kasongo                     | Belgique    | 5 254 t  |
| 26 février 1941            | MV Rydboholm                   | Suède       | 3 197 t  |
| 26 février 1941            | MV Borgland                    | Norvège     | 3 636 t  |
| 28 février 1941            | SS Holmlea                     | Royaume-Uni | 4 233 t  |

### Sources
- Navires de la Seconde guerre mondiale éditions Atlas 2005

- (en) Cet article est partiellement ou en totalité issu de l’article de Wikipédia en anglais intitulé « German submarine U-47 (1938) » (voir la liste des auteurs).